# 적기가

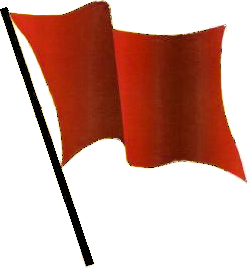

〈적기가〉(赤旗歌, "The Red Flag")는 좌익, 특히 사회주의와 관련된 노래이다. 영국 노동당의 반공식적인 당가이며, 북아일랜드 사회민주노동당과 아일랜드 노동당의 공식 당가이다. 독일 민요 오 탄넨바움의 번안곡이다.
1921년 아카마쓰 카쓰마로가 일본어 개사곡을 내놓기도 했다.

## 가사
| 영어 원곡 | 조선어 번역 | 일본어 번안곡                                                                           | 조일 중역 |
| Verse 1 The People's Flag is deepest red, It shrouded oft our martyred dead, And ere their limbs grew stiff and cold, Their hearts' blood dyed its every fold.     | 제1절 인민 깃발은 가장 깊은 붉은색이며 순교자의 시체를 싼다 시체가 굳고 식기전에 그들의 심장은 주름을 붉게 물들인다                       | 第1節 民衆の旗赤旗は 戦士の屍を包む しかばね固く冷えぬ間に 血潮は旗を染めぬ             | 제1절 민중의 기 붉은 기는 전사의 시체를 싼다 시체가 굳고 식어갈 동안 핏줄기가 깃발을 물들인다                        |
| Verse 2 Look round, the Frenchman loves its blaze, The sturdy German chants its praise, In Moscow's vaults its hymns were sung Chicago swells the surging throng.  | 제2절 보라, 프랑스인들은 영광을 사랑하며 굳센 독일인은 찬송을 외친다 모스크바의 납골당엔 찬가가 울려퍼지고 시카고의 군중은 몰려든다.      | 第2節 フランス人は愛す旗の光 ドイツ人はその歌唄う モスコー伽藍に歌響き シカゴに歌声高し | 제2절 프랑스인은 사랑한다 깃발의 빛을 독일인은 부른다 그 노래를 모스크바 가람에 노래 울리고 시카고는 노랫소리 드높다 |
| Verse 3 It waved above our infant might, When all ahead seemed dark as night; It witnessed many a deed and vow, We must not change its colour now.                 | 제3절 모든것이 칠흑같이 안보일때도 우리의 나약한 힘 위에 깃발은 휘날린다 행동과 맹세를 기억하는 깃발이기에 이제는 절대 색을 바꾸지 않으리 | 第3節 力なく道暗けれど 赤旗頭上に靡く 功と誓いの旗を見よ 我らは旗色変えじ               | 제3절 힘없고 앞날은 어두우나 붉은 기가 머리 위에 나부낀다 공로와 맹세의 이 기를 보라 우리들은 기의 색을 지키리라     |
| Verse 4 It well recalls the triumphs past, It gives the hope of peace at last; The banner bright, the symbol plain, Of human right and human gain.                 | 제4절 | 第4節                                                                                   | 제4절 |
| Verse 5 It suits today the weak and base, Whose minds are fixed on pelf and place To cringe before the rich man's frown, And haul the sacred emblem down.          | 제5절 | 第5節 富者に媚びて神聖の 旗を汚すは誰ぞ 金と地位に惑いたる 卑怯下劣の奴ぞ               | 제5절 부자에게 아첨하여 이 신성한 붉은 기를 더럽힌 놈 누구이냐 돈과 지위에 꼬임을 받은 비겁하고 쌍스러운 놈들이다    |
| Verse 6 With head uncovered swear we all To bear it onward till we fall; Come dungeons dark or gallows grim, This song shall be our parting hymn.                  | 제6절 | 第6節 我らは死すまで赤旗を 掲げて進むを誓う 来たれ牢獄 絞首台 これ告別の歌ぞ            | 제6절 우리는 죽을 때까지 붉은 기를 내걸고 나아감을 맹세해 오너라 감옥아 교수대야 이것은 고별의 노래란다              |
| Chorus: Then raise the scarlet standard high. Beneath its shade we'll live and die, Though cowards flinch and traitors sneer, We'll keep the red flag flying here. | 후렴 붉은기를 높이들어라 우린 이 안에서 살고 죽는다 겁쟁이들이 움추리고 배신자들이 비웃어도 우리는 붉은기를 지키리라!                     | リフレイン 高く立て赤旗を その影に死を誓う 卑怯者去らば去れ 我らは赤旗守る              | 후렴 높이 들어라 붉은 기를 그 밑에서 죽음을 맹세해 비겁한 자야 갈려면 가라 우리들은 붉은 기를 지키리라               |